# William Comstock

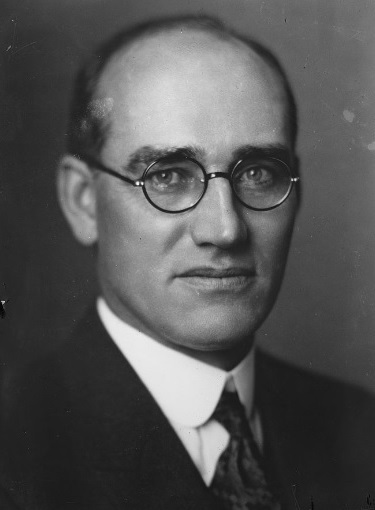
William Comstock

William Alfred Comstock (* 2. Juli 1877 in Alpena, Michigan; † 19. Juni 1949 in Detroit, Michigan) war ein US-amerikanischer Politiker in der Demokratischen Partei und von 1933 bis 1935 der 33. Gouverneur des Bundesstaats Michigan.

## Frühe Jahre und politischer Aufstieg
William Comstock besuchte bis 1899 die University of Michigan. Danach begann er eine erfolgreiche Geschäftslaufbahn im Immobilien und Bankwesen. Er war aber auch im bei der Eisenbahn engagiert. Comstock war Mitglied der Demokratischen Partei und wurde im Jahr 1911 deren Kreisvorsitzender in seinem Heimatbezirk. Zwischen 1911 und 1912 war er Stadtrat von Alpena, danach war er zwischen 1913 und 1914 Bürgermeister dieses Ortes. Von 1914 bis 1916 war er auch im Vorstand der University of Michigan. Ab 1915 war Comstock im Landesvorstand der Demokratischen Partei von Michigan und zwischen 1920 und 1924 war er Landesvorsitzender. Danach war er von 1924 bis 1930 im Bundesvorstand seiner Partei. In den Jahren 1924, 1928 und 1932 war Comstock auch Delegierter auf den jeweiligen Bundesparteitagen. Nach drei vergeblichen Anläufen in den Jahren 1926, 1928 und 1930 wurde er im November 1932 als Kandidat seiner Partei zum neuen Gouverneur von Michigan gewählt. Die Wahl eines Demokraten lag im damaligen Bundestrend, dessen Höhepunkt die Wahl von Franklin D. Roosevelt zum US-Präsidenten war.

## Gouverneur von Michigan
William Comstock trat sein neues Amt am 1. Januar 1933 an. Zu dieser Zeit litt das Land noch unter den Folgen der großen Wirtschaftskrise. In seiner zweijährigen Amtszeit arbeitete der Gouverneur an der Lösung der mit der Krise verbundenen Probleme wie z. B. der hohen Arbeitslosigkeit. Zur Überwindung der Bankenkrise wurden alle Banken für acht Tage geschlossen. Später folgten der Bund und andere Bundesstaaten diesem Beispiel, indem sie die Banken für einige Tage komplett schlossen. Der Gouverneur trat auch für ein neues Rentengesetz ein, das aber politisch scheiterte. Mit Hilfe der New Deal Politik der Bundesregierung unter Präsident Roosevelt gelang auch in Michigan allmählich die Überwindung der Krise. Damals wurde auch das erste Mehrwertsteuergesetz  in Michigan eingeführt. Der Gouverneur begnadigte Rudolph G. Tenerowicz den früheren Bürgermeister der Stadt Hamtramck, der wegen Bestechung verurteilt worden war. Tenerowicz wurde später in den US-Senat gewählt.

## Weiterer Lebenslauf
Nach seiner Wahlniederlage bei den Gouverneurswahlen des Jahres 1934 musste Comstock am 1. Januar 1935 aus seinem Amt ausscheiden. Er blieb aber weiterhin politisch aktiv und war von 1939 bis 1940 Mitglied der Michigan Civil Service Commission. Von 1942 bis 1949 war er auch im Stadtrat von Detroit. William Comstock starb im Juni 1949. Er war mit Josephine White Morrison verheiratet, mit der er zwei Kinder hatte.